# Volvatella viridis
Volvatella viridis is een slakkensoort uit de familie van de Volvatellidae. De wetenschappelijke naam van de soort is voor het eerst geldig gepubliceerd in 1976 door Hamatani.